# Cronologia dell'evoluzione della vita
Sequenza dei momenti più importanti nella cronologia dell'evoluzione della vita.

## Eone Adeano
- intorno a 4568 milioni di anni fa[1]
  - Inizio dell'Eone Adeano (fino a 4000 milioni di anni fa).

## Era Chaotiana
- intorno a 4568 milioni di anni fa[1]
  - Inizio dell'Era Chaotiana (4568 - 4010 o 4004 milioni di anni fa). L'Era Chaotiana è la prima era dell'Eone Adeano. Il Chaotiano inizia con la formazione del protopianeta Tellus - altrimenti nota come la prototerra - e termina nel momento in cui sono noti i materiali crostali più antichi del pianeta (detriti di zirconio). Nella prima parte di questo periodo, i protopianeti e i piccoli corpi continuarono a scontrarsi, aumentando le loro dimensioni per accrescimento. Nella parte finale dell'era, Tellus subì una grande collisione con un altro protopianeta noto come Theia, dal quale scontro si formarono la Terra e la Luna come le conosciamo oggi. Il Chaotiano è suddiviso in tre periodi: l'Iperoniano, il Titanomacheano e l'Efestiano.

### Periodo Iperoniano
- intorno a 4568 milioni di anni fa[1]
  - Inizio del periodo geologico Iperitiano (4568 - 4560 milioni di anni fa). Il Periodo Iperitano è il primo periodo dell'Era Chaotiana e dell'Eone Adeano. L'Iperitiano è il primo periodo geocentrico sulla scala temporale geologica. L'Iperitiano inizia con la formazione del prototerra Tellus, e con la prima luce emessa dal Sole, che era molto più luminosa di quanto non sia oggi a causa di un collasso gravitazionale, e termina con una serie continua di collisioni protoplanetarie. Prima che l'iperitiano finisse, inizió il primo bombardamento pesante, sebbene non fosse stato così devastante come il bombardamento tardivo pesante da seguire.
  - Il protopianeta Tellus, noto anche come prototerra, si forma dal disco di accrescimento che ruota attorno al giovane Sole, con composti organici (molecole organiche complesse) necessari per la vita che si sono forse formati nel disco protoplanetario dai grani di polvere cosmica che lo circondavano prima della formazione della Terra stessa. Prende il suo nome dal mito greco di Iperione, Figlio di Urano (il cielo) e di Gea (la terra)[2][3]. Fratello e consorte di Teia e forse dall'interpretazione del significato del termine "colui che precede (il Sole)", che deriva il suo ruolo di padre di Helios (dio del sole), Selene (dea della luna) ed Eos (dea dell'aurora)[4][5].
  - Gli otto pianeti del Sistema solare, quattro rocciosi (Mercurio, Venere, Terra, Marte) evolvono intorno al Sole. A causa dell'accrescimento, molti pianeti più piccoli formano orbite attorno al protosole,  alcune con orbite retrograde, come Venere.
  - L'era Pretolstojana (4568-3900 milioni di anni fa) inizia su Mercurio. È il primo periodo della scala temporale geologica mercuriale. A partire da un periodo di accrescimento, il Pretolstojano è caratterizzato dalla formazione del pianeta e dalla sua storia antica, compreso il bombardamento tardivo pesante che colpì il sistema solare interno, che ebbe termine sul pianeta solo nel successivo periodo caloriano. In questa era si formarono la crosta, il mantello e il nucleo del pianeta. Mentre la vita potrebbe essersi formata sia sulla Terra che su Marte, su Mercurio invece la formazione della vita appare assai improbabile, data la sua vicinanza al Sole. Deve il suo nome all'era successiva (tolstojana), durante la quale si formò il Cratere Tolstoj.
  - Un grande planetoide colpisce Mercurio spogliandolo dell'involucro esterno di crosta e mantello originali, lasciando dunque esposto il nucleo, e accrescendo anche il contenuto di ferro del pianeta.
  - L'era prenoachiana (4568 - 4100 milioni di anni fa) inizia su Marte, il primo periodo della Cronologia geologica marziana. Questo periodo inizia con la formazione di Marte e termina con la formazione del bacino Hellas Planitia e l'inizio del Bombardamento tardivo pesante, che devastò il pianeta durante il successivo periodo Noachiano per oltre 300 milioni di anni. Sebbene ci siano poche prove della vita su Marte, e se esistesse, il Noachiano sarebbe un periodo più probabile in cui si possa essere sviluppata, anche se si ritiene che la prima forma vita marziana potrebbe essersi sviluppata proprio nel Prenoachiano. Tuttavia, questo primo biota sarebbe stato probabilmente distrutto proprio dal susseguente bombardamento avvenuto nel Noachiano. Tuttavia, l'esistenza di un separato biota prenoachiano o che questo fosse sopravvissuto al bombardamento, è ancora oggetto di dibattito, anche sulla stessa esistenza di una vita ancestrale su Marte. l'Argyre Planitia, la dicotomia crostale marziana fra i due emisferi e il bacino Isidis si formarono proprio in questo periodo.
  - Si formano i satelliti galileani di Giove, e i principali satelliti di Saturno, con Europa (satellite di Giove) e Titano (di Saturno) forse adatti a ospitare qualche protoforma di organismo vivente.
  - Inizia la fase di bombardamento iniziale.
  - Vega, la quinta stella più luminosa nel firmamento, si forma, forse dalla stessa nebulosa che diede origine al Sole.

### Periodo Titanomacheano
- intorno a 4560 milioni di anni fa[1]
  - Inizio del periodo geologico Titanomacheano (4560 - 4533 o 4450 milioni di anni fa). Il periodo Titanomacheano è il secondo periodo dell'era chaotiana e dell'Eone Adeano. Il Titanomacheano inizia con un nuovo periodo di collisioni sulla costruzione del pianeta e termina con la collisione che forma la Terra tra Theia e la prototerra Tellus che creo anche la Luna. Sia Tellus che Theia erano cresciuti significativamente durante il Titanomacheano, interrompendo l'orbita relativamente stabile in cui Theia era bloccata nel Punto lagrangiano L4 di Tellus. (L4 è il terzo vertice di un triangolo equilatero, dove gli altri due erano occupati rispettivamente da Tellus e dal Sole). Quando Theia divenne troppo grande, non fu in grado di rimanere più nel punto L4, e di conseguenza si scontrò con Tellus per formare la Terra e la Luna. Satelliti in L4 esistono ancora intorno a Saturno con anche un altro satellite nel punto L5. Prende il suo nome dalla Titanomachia, un episodio della mitologia greca, la guerra dei Titani, raccontato nella Teogonia di Esiodo che ebbe luogo ai primordi della creazione del pianeta Terra. La crosta fusa della terra si solidificò attorno a 4490 MYA.

### Periodo Efestiano
- intorno a 4533 milioni di anni fa[1]
  - Inizio del periodo geologico Efestiano (4533 o 4450 - 4010 o 4004 milioni di anni fa). Il Periodo Efestiano è il terzo e ultimo periodo dell'Era Chaotiana e il terzo dell'Eone Adeano. L'Efestiano inizia con la collisione tra Teia e il prototerra Tellus che formò la Terra e la Luna e termina nel momento in cui i materiali crostali conosciuti più antichi del pianeta (detriti di zirconio) sono noti. Durante l'Efestiano vi furono condizioni estreme, nonostante verso la fine del periodo la crosta terrestre si solidificò. Prima della solidificazione, la terra era coperta da un oceano di magma che raggiungeva profondità di oltre 200 km. Sebbene non esistesse ancora alcuna forma di vita durante l'Efestiano, ci sono prove che la solidificazione efestiana della superficie planetaria consentì a forme di vita primordiale di evolversi durante il successivo periodo Jacobiano, e probabilmente verso la fine del periodo si formò anche la prima acqua liquida sulla superficie del pianeta, probabilmente per effetto di bombordamento meteorico. Prende il suo nome dal mito greco di Efesto, dio del fuoco, figlio di Zeus e di Hera[6].
  - Secondo l'ipotesi dell'Impatto gigantesco, la Luna ebbe origine quando il pianeta Terra e l'ipotizzato pianeta Theia si scontrarono, mandando in orbita un numero molto elevato di frammenti attorno alla giovane Terra che alla fine si aggregarono per formare la Luna. L'attrazione gravitazionale della nuova Luna stabilizzò l'asse di rotazione della terra, allora fluttuante e instabile, e creò le condizioni in cui si sarebbe potuta verificare l'abiogenesi.
  - Sulla Luna inizia l'era prenettariana (4,533 -3,92 Ga). Le rocce formatesi in questo periodo iniziale della storia lunare sono state pesantemente modificate dai successivi impatti meteoritici.
- intorno a 4529 milioni di anni fa
  - La grande collisione con un planetoide di dimensioni plutoniche causa la formazione del Bacino Vastitas Borealis su Marte.
- intorno a 4500 milioni di anni fa
  - Ipotesi più retrodatante sulla comparsa delle prime forme di vita sulla terra, probabilmente per Panspermia.[7][8]
  - Il Sole diventa una Stella gialla di sequenza principale: formazione della Nube di Oort e della Fascia di Kuiper dalle quali parte un flusso di comete, molte delle quali iniziarono a colpire i pianeti del sistema solare interno, probabilmente portando anche acqua e composti organici complessi che diedero origine alla vita, sulla Terra e forse anche su Marte, per panspermia
- intorno a 4490 milioni di anni fa
  - La Crosta fusa della Terra si solidificò proprio in questo periodo.

## Era Zirconiana

### Periodo Jacobiano
- intorno a 4410 milioni di anni fa
  - Inizio dell'Era zirconiana (4410 o 4406 - 4030 milioni di anni fa). È la seconda e ultima era dell'Eone Adeano. Lo zirconiano inizia nel momento in cui è noto il materiale crostale noto più antico del pianeta - detriti di zirconio - e termina nel momento in cui sono conosciute le rocce più antiche conosciute del pianeta - Acasta Gneiss -. Durante lo Zirconiano, la crosta del pianeta si solidificò, l'atmosfera e i primi oceani si formarono, dopo le condizioni estreme che caratterizzarono la precedente era Chaotiana. Verso la fine dell'era, la prima vita primitiva potrebbe essersi formata, e in realtà potrebbe essersi anche estinta durante il bombardamento tardivo pesante, che iniziò proprio alla fine dello zirconiano. Se questo è il caso, la vita potrebbe essersi evoluta due volte - una volta nello Zirconiano e successivamente nell'Eone Archeano, dopo la fine del bombardamento tardivo, per non parlare della potenziale vita avanzata dall'Eone preuniversale. Fosse verificata questa ipotesi, gli antenati più lontani della vita moderna potrebbe essere molto più retrodatati di quanto si pensasse. Il bombardamento si scatenerà soprattutto nell'Eone Archeano. Prima del bombardamento, si sarebbero verificati altri eventi importanti, tra cui la formazione dei primi continenti e il rapido movimento delle placche tettoniche, i primi dei quali erano significativamente più piccoli di quelli che esistono oggi.
  - Inizio del periodo Jacobiano (4410 o 4404 - 4280 milioni di anni fa), primo dell'Era zirconiana e il quarto dell'Eone Adeano. Lo Jacobiano inizia al tempo in cui i materiali crostali più antichi conosciuti - i detriti di zirconio - sono noti e termina con la datazione della cintura di rocce verdi di Nensvuagittuq. Mentre l'acqua liquida potrebbe essere stata presente sulla superficie già nel precedente periodo efestiano, fu durante lo Jacobiano che si formarono i primi oceani e l'atmosfera. È stato anche teorizzato che la prima vita si era evoluta durante lo Jacobiano, ma è discutibile se il biota Jacobiano fosse l'antenato delle forme di vita moderne. Alcuni contesterebbero che il bombardamento tardivo e pesante iniziato durante il periodo procusteano avesse distrutto qualsiasi vita che fosse esistita in precedenza. Tuttavia, data la rapidità con cui riemerse la vita, è molto più probabile che non sia mai stata spazzata via, ma semplicemente molto ridotta a causa del bombardamento. In tal caso, il biota Jacobiano sarebbe il più antico antenato vivente di tutte le forme di vita moderne.
  - Probabile comparsa di acqua allo stato liquido sulla Terra, probabilmente a causa del riscaldamento serra dovuto agli alti livelli di metano e anidride carbonica allora presenti nell'atmosfera. Nascita degli oceani.
- intorno a 4400 milioni di anni fa
  - Formazione di Kepler-438 b (472 anni luce dalla Terra), uno dei pianeti più simili alla Terra (1,12 volte il Raggio terrestre), da una nebulosa protoplanetaria che circonda la sua stella madre, la Nana rossa Kepler-438.
- intorno a 4300 milioni di anni fa
  - Un massiccio impatto meteoritico crea il Bacino Polo Sud-Aitken sulla Luna - un'enorme cratere meteoritico di circa 2500 km di diametro sulla faccia nascosta della Luna, l'emisfero perennemente opposto alla Terra, a sud dell'equatore lunare.

### Periodo Canadiano
- intorno a 4280 milioni di anni fa
  - A questa epoca si ritiene che sia comparso il cosiddetto Ultimo antenato comune universale (LUCA, Last Universal Common Ancestor)[9]
  - Il periodo canadiano (4280 - 4200 milioni di anni fa) è il secondo periodo dell'era zirconiana e il quinto dell'Eone Adeano. Il canadiano inizia con la datazione della cintura di rocce verdi di Nensvuagittuq sulla sponda orientale della baia di Hudson, e termina con la base cronometrica del Procrusteano (l'unica base cronometricamente rimasta sulla scala geologica). Se l'età della formazione Nuvvuagittuq fosse corretta, essa costituirebbe la formazione rocciosa più antica conosciuta, ancorpiù dalla Acasta gneiss. Tuttavia, molti hanno sostenuto che la cintura rocciosa fosse in realtà l'estrazione del magma dal mantello, non l'età della roccia reale, che è stata dichiarata più vicina a soli 3800 milioni di anni fa. I primi continenti potrebbero essersi formati durante il canadiano, se non lo fossero già durante il precedente periodo Jacobiano, a causa della temperatura interna della terra significativamente più alta rispetto ai livelli moderni, causando un movimento più rapido delle placche tettoniche. Le prime placche tettoniche erano significativamente più piccole di quelle esistenti oggi. La vita probabilmente esisteva per tutta la durata del canadiano, dopo essere apparsa per la prima volta durante lo Jacobiano.
- intorno a 4200 milioni di anni fa
  - La regione di Tharsis, enorme zona montuosa di origine vulcanica su Marte, si forma per effetto dell'intensa attività vulcanica. I magmi di Tharsis potrebbero aver prodotto un'atmosfera di CO2 di 1,5 bar e uno strato globale di acqua profondo fino a 120 m, che aumentò la quantità di gas serra immessa nell'atmosfera marziana, innalzò la temperatura media del pianeta e formò anche delle estese falde acquifere, dove probabilmente poté formarsi e prosperare la vita.
  - Età dei campioni più antichi raccolti nei Mari lunari.

### Periodo Procrusteano
- intorno a 4100 milioni di anni fa
  - Inizio dell'Intenso bombardamento tardivo (Late Heavy Bombardment, LHB) (fino a 3800 milioni di anni fa): estesa raffica di eventi di impatto sui pianeti interni da parte di meteoroidi. Il flusso termico derivante dalla diffusa attività idrotermale durante l'LHB potrebbe aver favorito l'abiogenesi e la diversificazione precoce della vita.
  - Inizio del periodo procrusteano (4100 - 4030 milioni di anni fa). È il terzo e ultimo periodo dell'Era zirconiana e il sesto e ultimo dell'Eone Hadean. Il Procrusteano inizia con la sua base cronometricamente definita (inizio del LHB) e termina nel momento in cui sono note le prime rocce (indiscusse), l'Acasta Gneiss. Il bombardamento tardivo pesante iniziò intorno al 4100 e imperversò per tutto il resto del periodo fino all'Eone Archeano. Si ritiene che la vita sia esistita durante il Procrusteano, almeno inizialmente. Si pensava che il bombardamento avesse distrutto qualsiasi vita precedentemente esistente, ma la rapida ricomparsa delle prove per la vita suggerisce che non si estinse mai, ma piuttosto esistette ininterrottamente dal periodo Jacobiano. Il bombardamento avrebbe vaporizzato gli oceani oltre ad aver potenzialmente devastato la vita.
  - "Resti di vita biotica" sono stati trovati in rocce datate 4,1 miliardi di anni nell'Australia occidentale. Molto probabilmente è la datazione più antica riguardo all'Origine della vita.
  - Appaiono cellule simili ai procarioti. Questi primi organismi sono chemioautotrofi: usano l'anidride carbonica come fonte di carbonio e ossidano i materiali inorganici per estrarre energia. Successivamente, i procarioti evolvono la glicolisi, un insieme di reazioni chimiche che liberano l'energia di molecole organiche come il glucosio e lo immagazzinano nei legami chimici dell'ATP. La glicolisi (e ATP) continuano ad essere utilizzate in quasi tutti gli organismi, invariati, fino ad oggi.
  - La risonanza orbitale fra Giove e Saturno fa migrare Nettuno nella Fascia di Kuiper causando un'interruzione tra asteroidi e comete. Di conseguenza, L'Intenso bombardamento tardivo colpisce il Sistema solare interno.
  - Il Cratere di Herschel si forma su Mimas, una luna di Saturno.
  - Un impatto meteorico crea l'Hellas Planitia su Marte, la più grande struttura piana del pianeta. La catena montuosa Anseris Mons, situata sugli altopiani meridionali,, e sul bordo nord-orientale dell'Hellas Planitia, viene sollevata sulla scia dell'impatto del meteorite.

## Eone Archeano
- intorno a 4030 milioni di anni fa[1]
  - Inizio dell'Eone Archeano (fino a 2500 milioni di anni fa) .[1]
  - Si forma HD 209458 b, primo pianeta rilevato attraverso il metodo dei transiti.
  - Messier 85, galassia lenticolare, viene deformata dall'interazione con un'altra galassia: La struttura esterna presenta dunque shell e varie increspature.
  - Le galassie di Andromeda e Triangulum sperimentano un incontro ravvicinato: l'effetto è un alto tasso di formazione stellare nella prima e una deformazione del disco nella seconda.

## Era Eoarcheana
- intorno a 4030 milioni di anni fa[1]
  - Inizio dell'Era Eoarcheana (fino a 3600 milioni di anni fa) .[1]

### Periodo Acastano
- intorno a 4030 milioni di anni fa
  - Inizio del periodo geologico dell'Acastano (4030 - 3810 o 3800 milioni di anni fa), primo periodo dell'era Eoarcheana e dell'Eone Archeana. L'Acastan inizia nel momento in cui sono conosciute le più antiche rocce conosciute - la Gneiss Acasta dei Territori del Nord-Ovest del Canada - e termina nel momento in cui sono note le più antiche rocce sopracrustiche conosciute - la cintura di Isens greenstone. Il bombardamento tardivo e pesante avrebbe imperversato in questo periodo, inviando molti meteoriti su percorsi di collisione con la Terra e vaporizzando gli oceani. Il bombardamento non si sarebbe concluso fino alla fine dell'Acastan o molto presto nel periodo Isuan. È probabile che la vita sia esistita in tutta l'Acastan, supponendo che non fosse stata distrutta dal bombardamento.
  - Formazione di una Cintura di rocce verdi dello Gneiss di Acasta del Cratone detto Scudo canadese nei Territori del Nord-Ovest, Canada, la più antica cintura di roccia del mondo.
- intorno a 4000 milioni di anni fa
  - I cosmologi ipotizzano che la cosiddetta era del dominio dell'energia oscura, in cui tale forma di energia ha iniziato a prevalere sulla gravità, sarebbe iniziata circa 4 miliardi di anni fa[10] e che nella fase precedente, seguita al Big Bang e all'inflazione, l'espansione fosse in decelerazione a causa della forza gravitazionale attrattiva esercitata dalla materia barionica e dalla materia oscura.
- intorno a 3938 milioni di anni fa
  - Grande periodo di impatti sulla Luna: si forma il Mare Imbrium.
- intorno a 3920 milioni di anni fa
  - Sulla Luna inizia l'era Nettariana (3.92-3.85 Ga). a questo periodo risale la formazione del Mare Nectaris, in conseguenza di un notevole impatto meteorico. Il relativo materiale eiettato costituisce la parte superiore degli altopiani lunari densamente craterizzate
- intorno a 3900 milioni di anni fa
  - Probabile comparsa del dominio Procariota: primi microrganismi appartenenti al Regno Bacteria compaiono in questo periodo.
  - L'era Tolstojana (3,90-3,85 Ga) inizia su Mercurio, secondo periodo della scala geologica mercuriale. Si forma la Caloris Planitia su Mercurio. Il Tolstojano vide condizioni simili all'era Pretolstojana che lo precedeva, mentre il bombardamento tardivo continuava per tutto il periodo, colpì tutto il sistema solare interno e creó diversi bacini su tutto il pianeta. La struttura più notevole creata in questo periodo è la Formazione Goya, un cratere con un diametro di 130 km. Molti dei bacini più piccoli del pianeta si formarono durante il Tolstojano e il processo di formazione delle pianure che inizió durante il Pretolstojano e continuò durante tutto il periodo. Le pianure lisce continuarono a svilupparsi, così come i crateri e i piccoli bacini. Il pianeta si contrasse al punto da porre fine alla maggior parte dell'attività geologica futura, perché le contrazioni erano state così grandi che la lava non poteva più raggiungere la superficie, forse l'evento geologico più significativo nella storia del pianeta. L'attività sismica innesca attività vulcanica a livello globale. Si forma il Cratere Tolstoj, che dà il nome all'era, e il Cratere Rembrandt.
  - l'Argyre Planitia si forma dall'impatto di un asteroide su Marte: circondato da aspre catene montuose che formano schemi concentrici e radiali attorno al bacino, come Charitum Montes e Nereidum Montes che si sono sollevate sulla scia dell'impatto.
- intorno a 3850 milioni di anni fa
  - Prima produzione di Ossigeno molecolare O2 negli oceani, ma non ancora nell'atmosfera terrestre (inizio della fase 1 dell'Ossigeno, fino a 2450 milioni di anni fa).
  - Sulla Luna inizia l'Imbriano inferiore (3.85-3.80 Ga), il periodo più importante del vulcanismo lunare. L'inizio di questo periodo coincide convenzionalmente con la data dell'impatto meteorico che creò il Mare Imbrium. Risale all'Imbriano inferiore la formazione dei bacini lunari più recenti, che si sarebbero successivamente arricchiti di rocce basaltiche nel corso dell'Imbriano superiore, per effetto di profonde fratture della crosta che successivamente hanno esposto il sottostante mantello, che ha prodotto poi fenomeni di vulcanismo.
  - L'era Caloriana (3,85-3,00 Ga) inizia su Mercurio, terzo periodo della scala geologica mercuriale.  l'Intenso bombardamento tardivo che colpì tutti i corpi interni del sistema solare giunse alla conclusione su Mercurio durante il Caloriano.
- intorno a 3840 milioni di anni fa. 
  - Formazione del Mare Orientale tramite impatto di asteroidi sulla superficie lunare - la collisione provoca increspature nella crosta, che evolvono poi in tre elementi circolari concentrici noti come Montes Rook e Montes Cordillera.

### Periodo Isuano
- intorno a 3800 milioni di anni fa
  - Fine dell'Intenso bombardamento tardivo (Late Heavy Bombardment, LHB) (4,1-3,8 Ga)
  - Probabilmente alcuni giacimenti carboniferi ritrovati in Groenlandia sono di origine organica. Questa datazione è considerata classicamente come la prima prova indiretta di comparsa della vita.
  - Inizio del periodo geologico Isuano (3810 o 3800 - 3500 o 3490 milioni di anni fa), il secondo dell'Eone Archeano. L'Isuano inizia nel momento in cui sono conosciute le più antiche rocce sopracrustiche - la cintura di Isua - e termina nel momento in cui si conoscono i più antichi fossili macroscopici, i stromatoliti. Sebbene la terra avesse una solida crosta, si ritiene che fosse incompleta e che la lava era abbondante in superficie in numerose regioni. Si pensa che la vita sia esistita durante questa era, anche se potrebbe essere stata cancellata dal bombardamento tardivo pesante, che terminò all'inizio dell'Isuan, sempre se non fosse già concluso entro la fine del precedente periodo geologico dell'Acastano. Anche se la vita estinse durante il bombardamento, riemerse prima della fine di questo periodo. Si ritiene che gli oceani, i quali vaporizzarono durante il bombardamento, si riformarono durante l'Acastano.
  - Ricercatori del museo geologico dell'Università di Copenaghen diretti da Minik Rosing sostengono che fu l'apparizione di organismi fotosintetici ad attivare il processo che ha portato alla formazione di rocce granitiche costituenti la crosta terrestre. Esistono prove dell'esistenza di organismi che sfruttavano la fotosintesi almeno 3,8 miliardi di anni fa, e fanno notare che essi erano in grado di convertire l'energia solare in energia chimica fornendo alla superficie terrestre tre volte l'energia proveniente dai processi geochimici. La conseguenza di tale scoperta è che sia stata la vita a modificare i processi geochimici terrestri portando alla formazione degli oceani e dei continenti quali li conosciamo noi oggi. Tale ricerca è stata pubblicata sulla rivista "Palaeogeography, Palaeoclimatology, Palaeoecology".
  - Sulla scia degli impatti dell'Intenso bombardamento tardivo sulla Luna, grandi depressioni dominano la superficie lunare. Si formano così i grandi "mari lunari".
  - Sulla Luna inizia il periodo Tardo Imbriano, o Imbriano superiore (3.8-3.2 Ga), il periodo più importante del vulcanismo lunare.
- intorno a 3770 milioni di anni fa
  - Datazione classica secondo la quale le forme di vita sono apparse per la prima volta sulla Terra
- intorno a 3700 milioni di anni fa
  - Inizia l'Era Esperiana su Marte (3,7-3,0 Ga), terzo periodo della scala geologica marziana. Questo periodo inizia con la formazione dell'Hesperia Planum e termina con la formazione della Vastitas Borealis. Durante questo periodo, il Marte caldo-umido iniziò la sua transizione al suo attuale stato freddo-secco. Il vulcanismo sarebbe diventato il principale processo geologico del periodo dopo che gli impatti diventarono molto meno frequenti per la fine dell'Intenso Bombardamento tardivo nel Noachiano, un processo che continuò per tutta l'era geologica, passando da 80 volte il tasso attuale all'inizio del periodo al tasso odierno verso la fine. Nonostante le sue condizioni climatiche del periodo mediamente aride, ci sono prove che le inondazioni erano ancora frequenti e che esisteva ancora ghiaccio sul pianeta. Molto probabilmente il clima era ancora molto più secco rispetto al periodo Noachiano: nel 2013 fu annunciata la scoperta del letto asciutto grande fiume antico, risalente a 3500 Milioni di anni fa. In almeno un punto, il fiume era profondo circa 300m e 7,2 km di larghezza. Il fiume nel suo complesso si estende per oltre 1500 km. L'atmosfera si assottigliò al suo stato attuale durante il tardo Esperiano. Le Valles Marineris e Olympus Mons si formarono durante questo periodo. L'esperiano è suddiviso in due epoche: l'Esperiano inferiore (3.7-3.4 Ga), dove prevale il clima umido, il bombardamento meteorico e forse son presenti forme di vita, e l'Esperiano superiore, dove invece prevale l'attività vulcanica, il clima secco e una sottile atmosfera: molto probabilmente non vi sono più forme di vita in superficie (3.4-3.0 Ga).

## Era Paleoarcheana

### Periodo Eopaleoarcheano
- intorno a 3600 milioni di anni fa[1]
  - Inizio dell'Era Paleoarcheana (fino a 3200 milioni di anni fa) .[1].
  - Probabile comparsa del Regno degli Archeobatteri del dominio Procariota.
  - Il supercontinente di Vaalbara iniziò a formarsi durante questo periodo.
  - Formazione del vulcano Alba Mons su Marte, il vulcano più esteso del sistema solare (raggio medio di 1350 km), sebbene l'altitudine sia di soli 6,8 km, un terzo di Olympus Mons.

### Periodo Vaalbarano
- intorno a 3500 milioni di anni fa
  - Molto probabilmente ci fu la prima differenziazione fra i Regni Batteri e Archea.
  - Prime prove indiscusse della vita sulla Terra
  - Gli stromatoliti cominciarono a formarsi 3.500 milioni di anni fa,[11] anche se si dubita che i reperti più antichi siano di origine microbica.
  - Inizio del periodo geologico Vaalbarano (3500 o 3490 - 3020 o 3000 milioni di anni fa). Il periodo Vaalbarano è il primo periodo dell'era mesoarcheana e il terzo dell'Eone Archeano. Il Vaalbarano inizia nel momento in cui i più antichi fossili macroscopici - le stromatoliti - sono noti e termina nel momento in cui si conoscono i più antichi bacini terrestri. Il supercontinente di Vaalbara - l'omonimo del periodo - aveva già iniziato a riunirsi durante il precedente periodo geologico Isuano, un processo che sarebbe stato completato intorno al 3100 Milioni di anni fa.
  - Il periodo Amazzoniano comincia su Marte (3Ga - presente): l'atmosfera marziana si assottiglia al suo attuale spessore e densità: le acque sotterranee immagazzinate nella crosta superiore (megaregoliti) iniziano a congelare, formando una densa criosfera sovrastante la zona più profonda di acqua liquida.
  - Sulla Luna si formano ghiacci di biossido di carbonio.
- intorno a 3465 milioni di anni fa
  - Prima datazione certa di un microorganismo fossile, ritrovato nelle rocce dell'Apex australiano. È la più evidente prova diretta di comparsa della Vita. Le più antiche forme di vita accertate - batteri ben conservati risalenti a circa 3465 milioni di anni fa - sono note da questo periodo, anche se tutte le prove suggeriscono che la vita esistesse già da quasi un miliardo di anni prima.
- intorno a 3460 milioni di anni fa
  - Probabile presenza delle prime forme conosciute di batteri capaci di compiere la fotosintesi, anche se ancora di tipo anossico (batteri autotrofi), prime presenze batteriche ben conservate ritrovate in alcune rocce dell'Australia nordoccidentale.[12][13][14]
- intorno a 3220 milioni di anni fa
  - Primi segni di forme di vita batterica su terre emerse

## Era Mesoarcheana

### Periodo Eomesoarcheano
- intorno a 3200 milioni di anni fa[1]
  - Inizio dell'Era Mesoarcheana (fino a 2800 milioni di anni fa) .[1]
  - I batteri svilupparono forme primitive di fotosintesi che inizialmente non producevano ossigeno. Questi organismi generarono adenosina trifosfato (ATP) sfruttando un gradiente di protoni, un meccanismo ancora usato praticamente in tutti gli organismi.
  - Il periodo Eratosteniano (3,2-1,1 Ga) inizia sulla Luna : la principale formazione geologica sulnostro satellite è dovuta a craterizzazione da impatto.
  - Si forma M67, un ammasso aperto visibile nella costellazione del Cancro. M67 è l'ammasso antico più vicino conosciuto ed è diventato un esempio standard per studiare l'evoluzione stellare; pur non essendo il più antico conosciuto riveste un ruolo importante per via della sua facilità di osservazione, dato che non appare minimamente oscurato dalle polveri interstellari.[15]
- intorno a 3100 milioni di anni fa
  - Comparsa dei Cianobatteri o Alghe azzurre (Dominio Procaryota, Regno Bacteria), organismi unicellulari fotoautotrofi, primi microorganismi capaci di fotosintesi, con produzione di Ossigeno, che iniziò a diffondersi prima negli oceani, poi nei sedimenti, e infine nell'atmosfera.
  - Finisce la formazione del supercontinente di Vaalbara.

### Periodo Pongolano
- intorno a 3020 milioni di anni fa
  - Inizio del periodo geologico Pongolano (3020 - 2800 o 2780 milioni di anni fa). È il secondo e ultimo periodo dell'Era Mesoarcheana e il quarto dell'Eone Archeano. Il Pongolano inizia nel momento in cui si conoscono i primi bacini terrestri e termina nel momento in cui si conoscono i primi basalti alluvionali continentali. La fotosintesi dell'ossigeno si è inizialmente evoluta durante il Pongolano e avrebbe portato alla catastrofe dell'ossigeno che si sarebbe verificata più tardi nel periodo ossigeniano.
  - Prima comparsa dei processi di fotosintesi dovuti ai Cianobatteri. Questi usavano l'acqua liquida come agente riducente, producendo così ossigeno come prodotto di scarto. L'ossigeno inizialmente ossida il ferro disciolto negli oceani, creando ferro minerale sotto forma di Ossido ferroso (FeO). La concentrazione di ossigeno nell'atmosfera aumentò lentamente, fungendo da veleno per molti batteri e alla fine scatenando la Catastrofe dell'ossigeno.
  - Si ritiene che la Luna, ancora molto vicina alla Terra, possa aver causato maree alte fino a 100 metri. La Terra allora era anche continuamente devastata da Uragani. Si ritiene che questi fenomeni estremi, che comportavano forti miscelazioni, possano aver favorito e catalizzato i processi evolutivi.
  - L'era Mansuriana (3-1 Ga) inizia su Mercurio, quarto periodo della scala geologica mercuriale. Questo periodo vide la fine della contrazione planetaria, che avvenne nella precedente era caloriana. Un raffreddamento delle temperature in tutto il pianeta ha portato ad un ispessimento della litosfera mercuriale. Il Mansuriano fu un periodo di ridotta attività geologica, che alla fine portò al pianeta "morto" che esiste oggi, poiché la formazione dei crateri si ridusse significativamente durante questo periodo. Gli eventi geologici primari che segnano questo periodo relativamente inattivo sono la formazione di crateri senza raggi, che lascerebbero il posto ai crateri con raggi dal periodo kuiperiano. Si forma il Cratere Beethoven, il quale, a differenza dei crateri lunari non è multi-anello ed il materiale eiettato ha sepolto quasi totalmente il bordo.
- intorno a 2975 milioni di anni fa
  - Il più antico cratere da impatto noto, a Maniistoq, in Groenlandia, è noto da questo periodo ed è stato datato intorno al 2975 MYA.
- intorno a 2900 milioni di anni fa
  - La glaciazione di Pongola (2900-2790 milioni di anni fa) iniziò durante questo periodo, ed è attualmente la più antica glaciazione conosciuta nella storia geologica del pianeta.

## Era Neoarcheana
- intorno a 2800 milioni di anni fa[1]
  - Inizio dell'Era Neoarcheana (fino a 2500 milioni di anni fa) .[1]

### Periodo Metaniano
- intorno a 2800 milioni di anni fa
  - Inizio del periodo geologico metaniano (2800 o 2780 - 2630 milioni di anni fa), primo periodo dell'era neoarcheana e il quinto dell'Eone Archeano. Il metaniano inizia nel momento in cui sono noti i primi basalti alluvionali continentali e termina la prima apparizione della formazione delle bande di ferro di Hamersley.
  - Si dissolse il supercontinente di Vaalbara.
  - Evidenza di prove molto antiche di vita microbica sulla terra sotto forma di paleosuoli ricchi di materia organica, stagni effimeri e sequenze alluvionali, alcuni dei quali recanti microfossili.
- intorno a 2790 milioni di anni fa
  - Fine della glaciazione di Pongola
- intorno a 2700 milioni di anni fa
  - Le prime prove di presenza di eucarioti, biomarcatori associati agli eucarioti nel petrolio, risalgono a questo periodo.
  - Si formò il supercontinente del Kenorlandia.

### Periodo Presideriano
- intorno a 2630 milioni di anni fa[1]
  - Inizio del periodo geologico presideriano (2630 - 2500 o 2420 milioni di anni fa), secondo dell'era neoarcheaana e il sesto e ultimo dell'Eone Archeano. Il sideriano inizia con la prima apparizione della formazione delle cinture di ferro di Hamersley e termina nel momento in cui sono noti i primi depositi glaciali. Il sideriano presentava la deposizione di formazioni cinture di ferro e la crescita "calante" dei continenti.
- intorno a 2600 milioni di anni fa.
  - Vengono ritrovate le più antiche piattaforme giganti di carbonato, segno evidente di grande diffusione di organismi viventi in quel periodo.

## Eone Proterozoico
- intorno a 2500 milioni di anni fa[1]
  - Inizio dell'Eone Proterozoico (fino a 542,0 ± 1,0 milioni di anni fa) .[1]

## Era Paleoproterozoica
- intorno a 2500 milioni di anni fa[1]
  - Inizio dell'Era Paleoproterozoica (fino a 1600 milioni di anni fa) .[1]

### Periodo Sideriano
- intorno a 2500 milioni di anni fa[1]
  - Inizio del periodo Sideriano (fino a 2300 milioni di anni fa) dell'Era Paleoproterozoica
  - Inizio del periodo geologico Ossigeniano (2500 o 2420 - 2300 o 2250 milioni di anni fa), primo periodo dell'era paleoproterozoica e dell'Eone proterozoico. L'ossigeno inizia nel momento in cui si conoscono i depositi glaciali più antichi e termina nel momento in cui il magmatismo di rottura è noto per la prima volta. L'Ossigeniano prende il nome dall'evento di grande ossigenazione, altrimenti noto come la catastrofe dell'ossigeno. Le alghe anaerobiche rilasciavano ossigeno nell'aria attraverso la fotosintesi ossigenata. Tuttavia, con gli organismi aerobici ancora rari, e si diffusero finché non ci fu un forte accumulo di ossigeno nell'atmosfera, che ha portato a un'estinzione di massa di organismi anaerobici e ha lasciato gli organismi aerobici come le forme di vita dominanti sul pianeta. La Glaciazione uroniana iniziò durante questo periodo intorno a 2400 milioni di anni fa, in coincidenza con la Grande Ossigenazione, e sarebbe continuata nel Periodo Jatuliano.
  - Evento di grande ossidazione, detto anche Catastrofe dell'ossigeno,  guidato dalla fotosintesi ossigenata dei cianobatteri.
  - Prime evidenza di fenomeni di tettonica a zolle, dove la vecchia crosta oceanica è ancora abbastanza densa da non permettere ancora evidenti fenomeni di subduzione.
  - Formazione del continente Arctica, che sarebbe durato per circa 1500 Milioni di anni prima di diventare parte del supercontinente di Rodinia.
- intorno a 2450 milioni di anni fa
  - Grande produzione di Ossigeno molecolare O2, con pressione da 0,02 e 0,04 atm, assorbito poi negli oceani e nelle rocce dei fondali marini. (inizio della fase 2 dell'ossigeno).
- intorno a 2400 milioni di anni fa
  - Inizio della prima glaciazione, la Glaciazione uroniana (fino a 2100 milioni si anni fa). Avvenne nel periodo in cui nell'atmosfera terrestre cominciò ad accumularsi una quantità sufficiente di ossigeno, che comportò degli effetti catastrofici sulle primitive forme di vita presenti sulla Terra causando la prima grande estinzione di massa di batteri anaerobici obbligati.
  - Come conseguenza della Catastrofe dell'ossigeno e della abbondante produzione di Ossigeno molecolare nell'atmosfera, vi è la massima abbondanza di orizzonti ferriferi a bande (fino a 1800 milioni di anni fa), Si ritiene che queste rocce siano la testimonianza della precipitazione di ossidi ferrosi in seguito al rilascio di ossigeno da parte dei primi cianobatteri fotosintetici.

### Periodo Rhyaciano
- intorno a 2300 milioni di anni fa[1]
  - Inizio del periodo Rhyaciano (fino a 2050 milioni di anni fa) dell'Era Paleoproterozoica
  - Probabile comparsa del primo organismo Eucariota, Grypania, forse un'alga eucariota, anche se qualcuno ritiene che possa essere una colonia batterica o un batterio gigante (ipotesi più retrodatante).
  - Inizio del periodo geologico Jatuliano (2300 o 2250-2060 o 2050 milioni di anni fa), con il primo caso di magmatismo di rottura, e termina con la conclusione dell'escursione isotopica di Lomagundi-Jatuli. Mentre le prime prove della vita eucariotica sono note dal periodo metaniano del neoarcheano, i primi eucarioti sono noti dal periodo jatuliano, come l'alga multicellulare Grypania spiralis. Inoltre, i primi fossili multicellulari del Francevillian biota risalgono a circa 2100 milioni di anni fa. La Glaciazione Uroniana che ebbe inizio durante il precedente periodo ossigeniano sarebbe proseguita nel Jatuliano per giungere poi al termine intorno a 2200 milioni di anni fa.
- intorno a 2229 milioni di anni fa
  - Presunto grande impatto meteorico che diede origine al Cratere yarrabubba, in Australia, e che probabilmente innescò un grande riscaldamento del pianeta. Inizia così la fine della grande glaciazione Uroniana, e la comparsa di nuove forme di vita, probabilmente evolute da organismi estremofili preesistenti durante la glaciazione uroniana, o, secondo un'altra ipotesi controversa, da organismi fungoidi, che avrebbero formato quei sedimenti necessari allo sviluppo di nuove forme di vita.
- intorno a 2200 milioni di anni fa
  - Fine della Glaciazione uroniana
  - Probabile datazione di un fossile misterioso e problematico, Diskagma. Anche se molto controversa, questa datazione retrodaterebbe la comparsa dei funghi a questa epoca.
  - Ultimo grande periodo tettonico nella storia geologica marziana: si formano le Valles Marineris, il più grande complesso di canyon del Sistema Solare. si tratterebbe di fratture di natura tettonica, successivamente rimodellate ed ampliate dall'effetto dell'erosione. Su Marte il responsabile del fenomeno dell'erosione potrebbe essere l'anidride carbonica solida contenuta nel sottosuolo che, per effetto di una rapida decompressione, può sublimare e sfuggire a grande velocità verso l'atmosfera del pianeta.
- intorno a 2100 milioni di anni fa
  - Diffusione dei Cianobatteri o Alghe azzurre (Dominio Procaryota, Regno Bacteria), primi microorganismi capaci di fotosintesi, e quindi di produrre ossigeno molecolare (O2), che andrà successivamente a riempire l'atmosfera, e quindi a favorire la comparsa di organismi aerobici, ovvero di respirazione aerobica (immissione di O2 e emissione di CO2.

### Periodo Orosiriano
- intorno a 2050 milioni di anni fa[1]
  - Inizio del periodo Orosiriano (fino a 1800 milioni di anni fa) dell'Era Paleoproterozoica
  - Inizio del periodo geologico Columbiano dell'Era Paleoproterozoica. Il colombiano inizia con la conclusione dell'escursione isotopica di Lomagundi-Jatuli e termina nel momento in cui sono noti i primi depositi marini sulfidici. Le Orogenie hanno caratterizzato l'orosiriano, da cui prende il nome. Il colombiano presentò importanti eventi di impatto, i due più importanti dei quali crearono la struttura di impatto di Vredefort e il bacino di Sudbury rispettivamente nel 2023 milioni di anni fa e nel 1850 milioni di anni fa. Si formò il supercontinente della Columbia, sebbene il processo che durò dal 2100 MYA fino al 1800 MYA iniziò durante il precedente periodo geologico jatuliano. Il supercontinente sarebbe sopravvissuto in parte del periodo rodiniano.
- Intorno a 2023 milioni di anni fa
  - Impatto meteoritico di Vredefort, che formerà poi l'omonimo cratere.
- intorno a 2000 milioni di anni fa
  - Secondo la Teoria dell'Endosimbiosi, alcuni organismi biologici furono ingeriti da altri organismi e poiché ne trassero un vantaggio evoluzionistico di sopravvivenza reciproco, svilupparono una relazione simbiotica permanente. In particolare, un batterio aerobico fu ingerito da un batterio anaerobio obbligato, acquisendo un vantaggio reciproco e che continuando la loro relazione mutualistica abbiano superato evoluzionisticamente gli altri organismi in quell'ambiente. Si ipotizza che alcuni eubacteria semoventi (come i Proteobacteria) si siano inizialmente uniti ad archaeobacteria zolfo-riducenti (come i Crenarchaeota) formando gli archaeprotista (amitochondriati mastigotes). In una seconda unione con eubacteria ossigeno-rigeneranti si produssero gli antenati degli eucarioti eterotrofi. Acquisendo infine cyanobacteria divengono alghe con la terza endosimbiosi, dando così origine alle cellule contenenti organuli cloroplastici, ovvero capaci di fotosintesi clorofilliana.
  - Rallenta il processo di Formazione stellare nella Galassia di Andromeda (2,6 Mal dal Sole).
  - Formazione dell'Oggetto di Hoag (600 Mal dalla terra) da una collisione di galassie.
  - Nasce il vulcano Olympus Mons su Marte, l'altura più elevata (25 km) del Sistema solare.
- intorno a 1870 milioni di anni fa
  - Probabile comparsa del primo organismo Eucariota, Grypania, forse un'alga eucariota, anche se qualcuno ritiene che possa essere una colonia batterica o un batterio gigante (ipotesi più recente).
- intorno a 1850 milioni di anni fa
  - Gli oceani cominciano ad emettere ossigeno O2 grazie ai cianobatteri, ma questo viene assorbito dalla superficie terrestre e dalla formazione dello strato di ozono O3 (inizio della fase 3 dell'Ossigeno, fino a 850 milioni di anni fa).
  - Presunta comparsa (secondo alcuni autori), del Dominio Eucariota, comprendente, secondo la classificazione di Cavalier-Smith, i Regni Protozoa, Chromista, Plantae, Fungi, Animalia, oppure secondo la classificazione parafiletica (più controversa),  comprende i superregni di livello 6 Bikonta (piante e alcuni cromisti, contenente i superregni di livello 5 Supergruppo SAR (alcuni Cromisti esclusi i Chromalveolata), Hacrobia (Chromalveolata) e infine gli Archaeplastida, contenente a sua volta i superregni liv. 4 Glaucophyta e Metabionta, quest'ultimo contenente i superregni liv.3 Rhodophyta (Alghe rosse) e Viridiplantae (piante verdi), a sua volta contenente ancora i superregni di liv.2 Chlorophyta (alghe verdi) e Embryophyta (comprendente i superregni di liv.1 muschi (Bryophyta), Antocerote (Anthocerotophyta), Epatiche (Marchantiophyta) e tracheofite (felci e piante superiori) poi il superregno di livello 6 Excavata (protisti flagellati) e infine il superegno di livello 6 Podiata (praticamente funghi, animali e alcuni protisti eterotrofi, contenente i superregni di livello 5 CRuMs (contenenti Mantamonadidae, Rigifilida e Collodictyonidae) e Unikonta, contenente i superregni di livello 4 Amoebozoa (Amebe), Breviata (flagellati unicellulari), Apusomonadida (simili agli Opisthokonta), e Opisthokonta, quest'ultimo contenente i superregni (di livello 3) Holomycota (antenati dei funghi) e del superregno degli Holozoa, contenente a sua volta i superregni (di livello 2) Mesomycetozoea, Pluriformea e Filozoa, quest'ultimo contenente i due superregni (di livello 1) Filasterea (organismi ameboidi) e Choanozoa (quest'ultimo ancora contenente il regno Animalia). Si trattava dunque dell'antenato comune di Animali, Piante, Funghi e Protozoi.
  - Impatto meteoritico di Sudbury, che formerà poi l'omonimo bacino.

### Periodo Statheriano
- intorno a 1800 milioni di anni fa[1]
  - Inizio del periodo Statheriano (fino a 1600 milioni di anni fa) dell'Era Paleoproterozoica
  - Datazione più antica di Acritarchi, intrusioni in rocce sedimentarie (Palinomorfi) di microfossili a parete organica, segno di una probabile comparsa di organismi pluricellulari.
- intorno a 1780 milioni di anni fa
  - Inizia il periodo geologico Rodiniano (1780-850 Milioni di anni fa) nel momento in cui sono noti i più vecchi depositi solfidici marini noti e termina con la prima comparsa di anomalie δ13C (δ13C è una firma isotopica che misura il rapporto tra isotopi di carbonio-12 e carbonio-13), all'inizio del Cryogeniano. Il supercontinente della Columbia si scisse durante il Rodiniano intorno al 1600 Milioni di anni fa. Il supercontinente di Rodinia - l'omonimo del periodo - si formò intorno al 1100 Milioni di anni fa, che sopravvisse fino al cryogeniano.
- intorno a 1700 milioni di anni fa[1]
  - Nasce la Galassia Nana Ellittica del Sagittario (70000 anni luce dalla Terra), Galassia satellite della Via lattea in orbita polare. È in via di assorbimento da parte della nostra galassia, che avverrà forse fra 100 milioni di anni.

## Era Mesoproterozoica
- intorno a 1600 milioni di anni fa[1]
  - Inizio dell'Era Mesoproterozoica (fino a 1000 milioni di anni fa) .[1]

### Periodo Calymmiano
- intorno a 1600 milioni di anni fa[1]
  - Inizio del periodo Calymmiano (fino a 1400 milioni di anni fa) dell'Era Mesoproterozoica
  - Inizia la scissione del Supercontinente Columbia
- intorno a 1500 milioni di anni fa
  - Presunta comparsa (secondo alcuni autori), del superregno (di livello 6) Podiata, contenente i superregni di livello 5 CRuMs (contenenti Mantamonadidae, Rigifilida e Collodictyonidae, primi ciliati) e Unikonta, contenente i superregni di livello 4 Amoebozoa (Amebe), Breviata (flagellati unicellulari), Apusomonadida (simili agli Opisthokonta), e Opisthokonta, quest'ultimo contenente i superregni (di livello 3) Holomycota (antenati dei funghi) e del superregno degli Holozoa, contenente a sua volta i superregni (di livello 2) Mesomycetozoea, Pluriformea e Filozoa, quest'ultimo contenente i due superregni (di livello 1) Filasterea (organismi ameboidi) e Choanozoa (quest'ultimo ancora contenente il regno Animalia). Si trattava dunque dell'antenato comune di Animali, Funghi, Amebe e Protozoi.
  - I mitocondri, organuli delle cellule eucariotiche, si originarono come organismi procarioti esterni, introdottisi nella cellula come endosimbionti, circa 1,5 miliardi di anni addietro. I mitocondri si sarebbero sviluppati da proteobacteria (in particolare, Rickettsiales o affini e possibilmente da un batterio molto vicino a Rikettsia prowazekii[16]).

### Periodo Ectasiano
- intorno a 1400 milioni di anni fa[1]
  - Inizio del periodo Ectasiano (fino a 1200 milioni di anni fa) dell'Era Mesoproterozoica
  - Presunta comparsa (secondo alcuni autori), del superregno (di livello 5) Unikonta, contenente i superregni di livello 4 Amoebozoa (Amebe), Breviata (flagellati unicellulari), Apusomonadida (flagellati simili agli Opisthokonta), e Opisthokonta, quest'ultimo contenente i superregni (di livello 3) Holomycota (antenati dei funghi) e del superregno degli Holozoa, contenente a sua volta i superregni (di livello 2) Mesomycetozoea, Pluriformea e Filozoa, quest'ultimo contenente i due superregni (di livello 1) Filasterea (organismi ameboidi) e Choanozoa (quest'ultimo ancora contenente il regno Animalia). Si trattava dunque dell'antenato comune di Animali, Funghi e Amebe.
- intorno a 1300 milioni di anni fa
  - Presunta comparsa del sottodominio, oppure, secondo alcuni autori, del superregno (di livello 4) Opisthokonta, contenente i superregni (di livello 3) Holomycota (contenente i superregni di livello 2 Cristidiscoidea e Fungi, quindi antenati dei funghi) e del superregno degli Holozoa, contenente i superregni (di livello 2) Mesomycetozoea, Pluriformea e Filozoa, quest'ultimo contenente i due superregni (di livello 1) Filasterea (organismi ameboidi) e Choanozoa (quest'ultimo ancora contenente il regno Animalia). Si trattava dunque dell'antenato comune di Animali e Funghi.

### Periodo Steniano
- intorno a 1200 milioni di anni fa[1]
  - Inizio del periodo Steniano (fino a 1000 milioni di anni fa) dell'Era Mesoproterozoica
  - Presunta comparsa di Bangiomorpha pubescens, una alga rossa trovata fossilizzata in una roccia di 1,2 miliardi di anni, presunto primo Organismo pluricellulare, e anche il primo organismo con riproduzione sessuale di cui si abbia conoscenza.
- intorno a 1100 milioni di anni fa
  - Presunta comparsa (secondo alcuni autori) del superregno (di livello 3) Holozoa,  contenente i superregni (di livello 2) Mesomycetozoea, Pluriformea e Filozoa, quest'ultimo contenente i due superregni (di livello 1) Filasterea (organismi ameboidi) e Choanozoa (quest'ultimo ancora contenente il regno Animalia). Si trattava probabilmente di organismi unicellulari eterotrofi, più simili agli Animali che ai funghi.
  - Formazione del Supercontinente di Rodinia.
  - l'Era Copernicana (1,1 Ga - presente) inizia sulla Luna. È a questo periodo che risale la formazione del cratere Copernicus, la cui data di formazione determina l'inizio del periodo stesso. Le formazioni geologiche sono composte da materiale liberato al momento dell'impatto.

## Era Neoproterozoica
- intorno a 1000 milioni di anni fa[1]
  - Inizio dell'Era Neoproterozoica (fino a 542,0 ± 1,0 milioni di anni fa) .[1]

### Periodo Toniano
- intorno a 1000 milioni di anni fa[1]
  - Inizio del periodo Toniano (fino a 720 milioni di anni fa) dell'Era Neoproterozoica
  - La prima radiazione di acritarchi (primi fossili rilevati aventi pareti biologiche, e non più minerali) avvenne nel periodo Toniano
  - Tracce di organismi multicellulari microscopici furono ritrovate in India e Australia.
  - Presunta comparsa (secondo alcuni autori) del superregno (di livello 2) Filozoa, contenente i due superregni (di livello 1) Filasterea e Choanozoa (quest'ultimo contenente il regno Animalia).
  - L'era Kuiperiana (1 Ga - presente) inizia su Mercurio: il pianeta su un lato diventa freddo e desolato, influenzato dall'erosione mareale del Sole e dagli effetti estremi del vento solare.
  - Interazioni tra la Galassia di Andromeda e le sue galassie satelliti M32 e M110. La collisione della galassia con M82 forma il suo disco a spirale.
- intorno a 950 milioni di anni fa
  - Presunta comparsa del Phylum Choanozoa del Regno Protista, antenati unicellulari degli animali, ovvero degli organismi unicellulari capaci di movimento autonomo. Per altri autori costituisce un superregno (di livello 1) contenente i due regni Choanomonada e Animalia.
- intorno a 900 milioni di anni fa
  - Presunta comparsa della classe Choanomonada (o Choanoflagellata) del Phylum Choanozoa del Regno Protista, antenati unicellulari degli animali, ovvero degli organismi unicellulari capaci di movimento autonomo. Per altri autori costituisce un regno parallelo agli Animali, facente parte del superregno (di livello 1) Choanozoa, contenente anche il regno Animale.
- intorno a 850 milioni di anni fa
  - Sprofondamento di ossigeno gassoso (O2) nella troposfera, il gas si accumula nell'atmosfera (inizio delle fasi 4 e 5 dell'ossigeno).
- intorno a 800 milioni di anni fa
  - Il Cratere lunare Copernicus si forma dall'impatto sulla superficie lunare nell'area dell'Oceanus Procellarum

### Periodo Cryogeniano
- intorno a 720 milioni di anni fa[1]
  - Inizio del periodo Cryogeniano (fino a 635 milioni di anni fa) dell'Era Neoproterozoica
- intorno a 715 milioni di anni fa
  - Presunto inizio della Glaciazione sturtiana, durata fino a circa 680 milioni di anni fa. la Terra fu investita dalla più grande glaciazione di tutti i tempi, con ghiacciai che secondo alcuni si estendevano fino all'equatore.[17]
    - Tali glaciazioni sono caratterizzate dalla presenza di depositi di Tillite ritrovati in Congo, Australia, Cina, Nord America, Sahara, Oman, Irlanda, Scozia, Norvegia, e in molti altri luoghi in tutto il pianeta. Tutto il periodo può generalmente considerarsi divisibile nelle due principali glaciazioni planetarie (Sturtiana intorno a 715 milioni di anni fa, e Marinoana/Varanger intorno ai 650), con varie altre glaciazioni localizzate. I depositi di Tillite risalenti al Cryogeniano furono ritrovati anche a bassissime latitudini, e ciò riconduce alla famosa ipotesi della Snowball Earth o Terra a palla di neve.[18]
- intorno a 700 milioni di anni fa
  - Si ritiene che i primi organismi vermiformi risalgano a questo periodo, sulla base di tracce ritrovate in Cina, tuttavia ritenute ancora controverse, che anticiperebbero la comparsa del regno Animale di almeno 30 milioni di anni.
- intorno a 665 milioni di anni fa
  - Presunta comparsa del Regno Animalia di cui fa parte l'Uomo: ritrovamento di fossili di Spugne (sottoregno Poriferi), presso la Trezona Formation, una formazione fossilifera ritrovata nel sud dell'Australia.
- intorno a 650 milioni di anni fa
  - Presunto inizio della Glaciazione marinoana, durata fino a circa 635 milioni di anni fa.

### Periodo Ediacarano
- intorno a 635 milioni di anni fa[1]
  - Inizio del periodo Ediacarano (fino a 542,0 ± 1,0 milioni di anni fa) dell'Era Neoproterozoica
    - Il periodo ediacarano è il secondo e ultimo periodo dell'era neoproterozoica e il sesto e ultimo periodo dell'Eone proterozoico. L'Ediacarano inizia con la conclusione della Glaciazione uroniana e termina con l'evento di Estinzione ediacarana. La formazione del supercontinente della Pannotia fu completata intorno a 600 Milioni di anni fa, ma si sarebbe interrotta intorno al 550 Milioni di anni fa, prima della fine dell'Ediacarano. La vita animale, conosciuta come Fauna di Ediacara, si sarebbe diffusa - specialmente dopo l'esplosione di Avalon intorno al 575 Milioni di anni fa - con oltre un centinaio di generi comparsi in questo periodo. Sono stati trovate tracce non verificate, che ricordano quelli di artropodi o forse vermi con le zampe. Le specie includono l'Arkarua di forma discoidale (posto provvisoriamente nell'Echinodermata ma anche incertae sedis), la Charnia a forma di foglia, il Dickinsonia di forma ovale (che può essere un animale, un fungo o un membro di un regno estinto), la Albumares di forma circolare, Gli ovaloidi Marywadea, Cephalonega, Pteridinium e Yorgia (collocati nel phylum estinto Proarticulata, appartenenti forse al ramo Bilateria). L'Ediacarano è suddiviso in due epoche: Ediacarano inferiore (635-584 Milioni di anni fa) e Ediacarano superiore (584-542 Milioni di anni fa, a sua volta suddiviso in 3 ere: Era 2 (584-560), Era 3 (560-550) e Era 4 (550-542).

#### Epoca dell'Ediacarano inferiore (635-580 Milioni di anni fa)
- intorno a 630 milioni di anni fa 
  - Presunta comparsa del Sottoregno Eumetazoa, comprendente i Super-rami Ctenophora, Trilobozoa e ParaHoxozoa, quest'ultimo comprendente l'Uomo.
- intorno a 625 milioni di anni fa 
  - Nasce l'Ammasso stellare aperto delle Iadi. (Distante circa 153 anni luce).Consiste in un gruppo approssimativamente sferico di centinaia di stelle che condividono la stessa età, il luogo di origine, la composizione chimica e i relativi moti propri.
- intorno a 605 milioni di anni fa 
  - Presunta comparsa del Super-ramo ParaHoxozoa, comprendente i Rami Radiata e Bilateria, quest'ultimo comprendente l'Uomo.
- intorno a 600 milioni di anni fa
  - La collisione di alcune galassie a spirale porta alla formazione della coppia di Galassie antenne . La Galassia Whirlpool si scontra con NGC 5195 formando l'attuale sistema di galassie interagenti. (circa 45 milioni di anni luce)
  - L'esopianeta HD 189733 b si forma attorno alla stella madre HD 189733 (circa 65 anni luce): È il primo esopianeta dove è stato rilevato il clima, eventuale materia organica, persino il colore (blu) della sua atmosfera.

#### Epoca dell'Ediacarano superiore (580-542 Milioni di anni fa)
- intorno a 580 milioni di anni fa 
  - Presunta comparsa del Phylum Cnidaria o Celenterati, Ramo Radiata e Super-ramo ParaHoxozoa, comprendente i due rami Radiata e Bilateria, quest'ultimo comprendente l'Uomo.
- intorno a 575 milioni di anni fa
  - Inizia l'Esplosione di avalon della Fauna di Ediacara, comprendente gli antenati del Ramo Bilateria.
- intorno a 567 milioni di anni fa 
  - Presunta comparsa del Phylum Proarticulata, facente parte della Fauna di Ediacara o Vendozoi, primi esponenti del Ramo Bilateria, quest'ultimo comprendente l'Uomo.
- intorno a 565 milioni di anni fa 
  - Datazione del primo fossile completo (Dickinsonia) appartenente quasi sicuramente al regno Animale (anche se alcuni studiosi lo ritengono appartenente a un regno parallelo ormai estinto, ma diverso dal regno Animale), facente parte della cosiddetta Fauna di Ediacara o Vendozoi. Oggi si tende a classificare tale "fauna" come i primi esponenti del Ramo Bilateria, quest'ultimo comprendente l'Uomo.
- intorno a 558 milioni di anni fa 
  - Presunta comparsa del Superphylum Protostomia, (Ramo Bilateriae Sottoramo Nephrozoa composto a sua volta dai due Superphylum Protostomia e Deuterostomia, quest'ultimo l'Uomo.
- intorno a 555 milioni di anni fa 
  - Presunta comparsa di Kimberella, (presunto Phylum Mollusca, Superphylum Protostomia, Ramo Bilateria), quest'ultimo comprendente il Superphylum Deuterostomi, quest'ultimo comprendente l'Uomo.
- intorno a 542 milioni di anni fa 
  - Inizia l'evento di Estinzione ediacarana. Sarà a breve seguito dalla Esplosione cambriana, con la comparsa del Superphylum Deuterostomia, comprendente in futuro prima il phylum dei Cordati, poi il subphylum dei Vertebrati, e quindi tutti gli animali superiori, dal superinfraphylum Pesci all'infraphylum Gnathostomata, seguito dalla superclasse Tetrapoda alla classe degli Anfibi, seguita poi dalla classe dei Rettili, e infine i Mammiferi e quindi l'Uomo.